# Lý Long Bồ
Lý Long Bồ (chữ Hán: 李龍菩; ? - 1069) là một hoàng tử của nhà Lý trong lịch sử Việt Nam. Ông là con trai thứ của Vua Lý Thái Tổ, sinh tại kinh đô Hoa Lư, Ninh Bình, Việt Nam. Ông được vua cha phong tước Khai Quốc vương vào năm 1013, đóng tại phủ Trường Yên, tức vùng đất kinh đô Hoa Lư trước thời Lý. Khi vua Thái Tổ mất, Lý Thái Tông chuẩn bị lên ngôi, các hoàng tử khác kéo quân về gây nên loạn tam vương, sử sách ghi nhận ông là người ngoài cuộc, vì thế mà sau này ông được Lý Thái Tông giao trấn thủ đô cũ Hoa Lư đến hết cuộc đời.

## Xuất thân
Hoàng tử Lý Long Bồ và thái tử Lý Phật Mã là 2 người con trai của Lý Thái Tổ được nhắc đến nhiều trong cuốn Đại Việt sử ký toàn thư. Ông là Hoàng tử được giao trấn thủ Hoa Lư khi chưa đầy 13 tuổi, việc được ban thực ấp không thấy nhắc tới ở các hoàng tử khác của Lý Thái Tổ trong chính sử.
Các nhà nghiên cứu lịch sử dựa theo các truyền thuyết, thần phả Hán-Nôm ở Cố đô Hoa Lư khẳng định Lý Long Bồ cùng Lý Phật Mã có chung mẹ là Hoàng hậu Lê Thị Phất Ngân (nguyên là công chúa, con gái Lê Đại Hành và Thái hậu Dương Vân Nga) vì hai ông đều được sinh ra khi Lý Thái Tổ đang đương chức Phò mã Điện tiền Chỉ huy sứ, bảo vệ cấm thành kinh đô Hoa Lư thời Tiền Lê, chưa thể có nhiều vợ.
Căn cứ vào năm sinh người anh trưởng Lý Phật Mã (1000) và năm phong vương cùng hành trạng của Hoàng hậu Lê Thị Phất Ngân thì năm sinh của ông chỉ có thể sau năm 1000 vài năm.

## Trấn thủ đô cũ
Đại Việt sử ký toàn thư ngoài việc chép Lý Phật Mã là con trưởng của Lý Thái Tổ còn cho biết thời điểm phong Hoàng tử Lý Bồ làm Khai Quốc vương, đóng ở phủ Trường Yên vào thời điểm tháng 6 năm 1013, thời điểm đó ông chưa tới 13 tuổi. Điều này hoàn toàn phù hợp với vai trò giúp con cai trị phủ Trường Yên của Hoàng hậu Lê Thị Phất Ngân như các thần tích, truyền thuyết ở Cố đô Hoa Lư đã cho biết.
Năm 1024, sử chép Lý Thái Tổ xuống chiếu cho Khai Thiên vương [Phật Mã] đi đánh Phong Châu, Khai Quốc Vương [Long Bồ] đi đánh châu Đô Kim, tức vùng đất Tuyên Quang ngày nay.
Đại Việt sử ký toàn thư cũng chép sự kiện năm 1044, thuyền Lý Thái Tông đi chinh phạt Chiêm Thành về dừng ở phủ Trường Yên thì "có rồng vàng hiện ở thuyền ngự", báo hiệu điềm lành.

## Được thờ ở phủ Đông Vương
Khai Quốc Vương Lý Long Bồ được thờ ở di tích phủ Đông Vương (Cố đô Hoa Lư) cùng với người bác ruột (anh của mẹ) là Hoàng tử Lê Ngân Tích (con vua Lê Đại Hành).
Một di tích khác là phủ Vườn Thiên thuộc Cố đô Hoa Lư cũng có bài vị phối thờ ông cùng người bác (anh của mẹ) là con cả vua Lê Đại Hành, tức thái tử Lê Long Thâu.